# پرچم انقلاب عربی

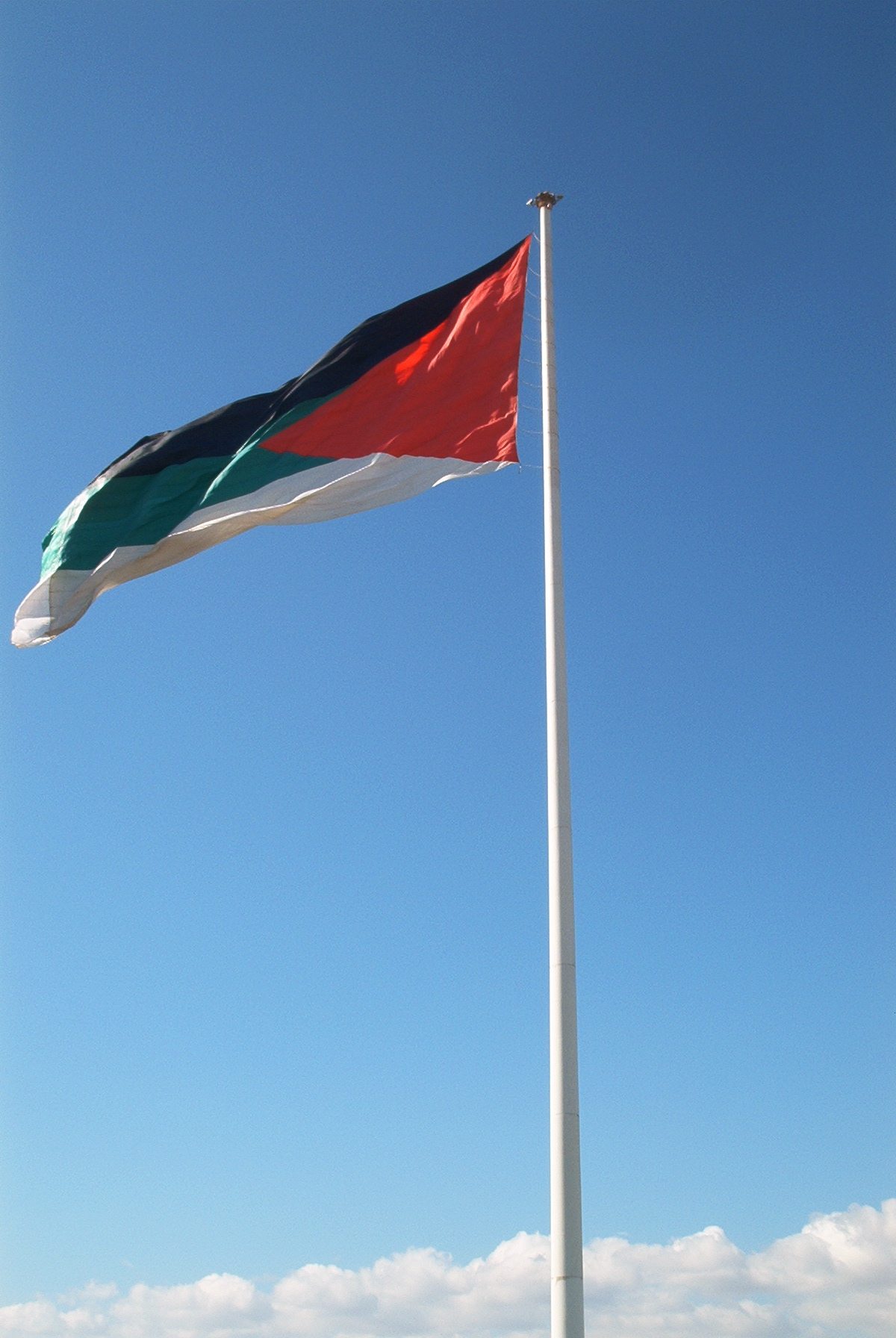
پرچم شورش عرب - عقبه، ۲۰۰۶

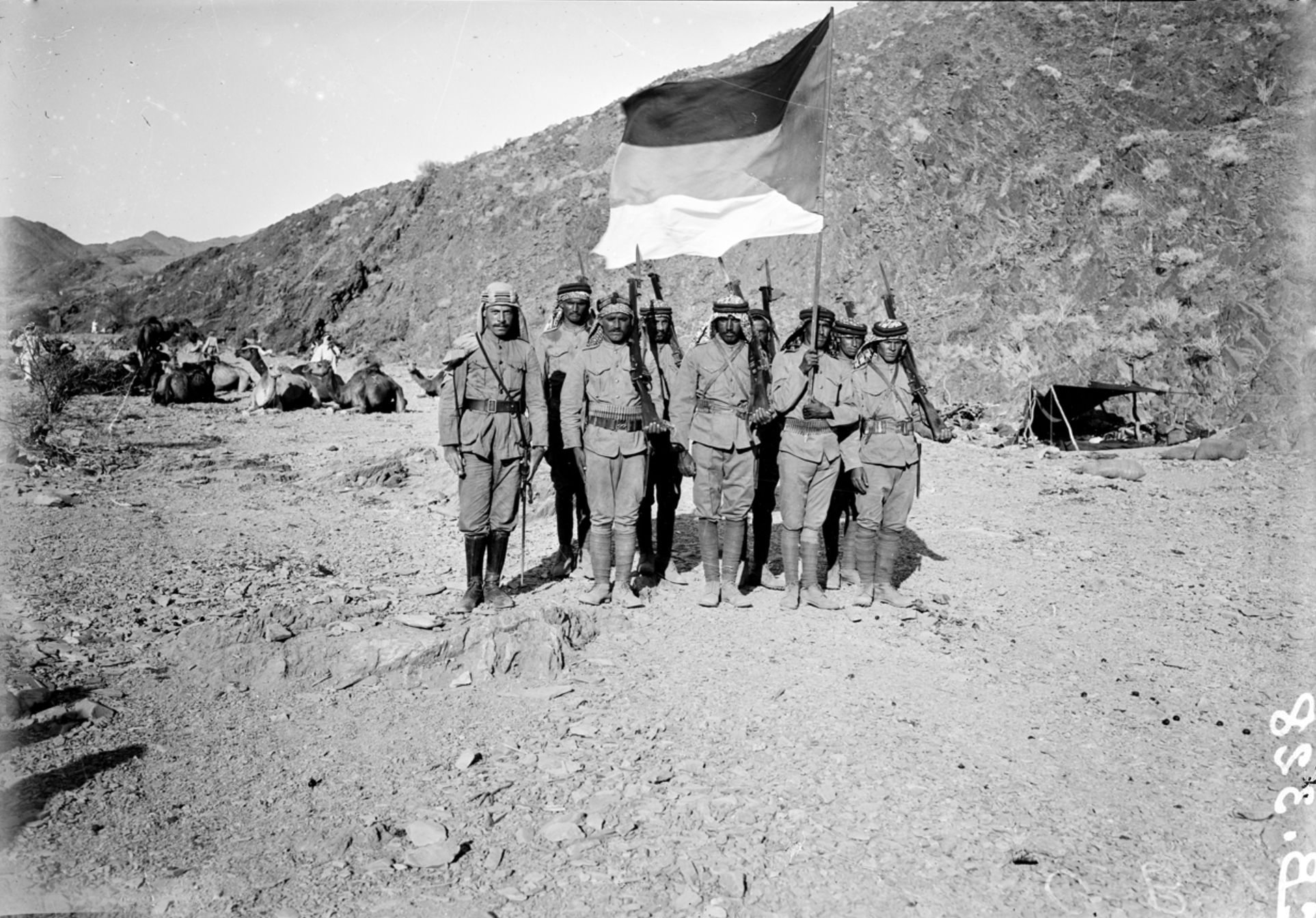
سربازان ارتش عرب در جریان انقلاب عربی ۱۹۱۸–۱۹۱۶. آنها پرچم انقلاب عرب را حمل می‌کنند و در صحرای عربی عکس می‌گیرند.

پرچم انقلاب عربی (عربی: علم الثورة العربية) پرچمی است که در سال ۱۹۰۹ توسط جوانانی از انجمن ادبی عرب که ملی‌گرایی عرب را نمایندگی می‌کرد طراحی شد. این پرچم شامل چهار رنگ سفید، سیاه، سبز و قرمز بود. ابتدا پرچم از سه بخش تشکیل می‌شد: یک سوم بالای آن سیاه، یک سوم وسط سفید و یک سوم پایین آن سبز بود، و دو مثلث قرمز نیز از دو طرف با یک بیت شعر بر روی پرچم حک شده بود.

## آغاز به‌رسمیت شناختن پرچم
در مارس ۱۹۱۴ در مرکز انجمن عربی جوانان در دفتر روزنامه مفید در بیروت در جلسه‌ای که این انجمن برگزار کرده بود توانستند این پرچم را به عنوان پرچمی برای انجمن به تصویب برسانند، این رنگها در حقیقت بیانگر تاریخ گذشته‌ای بود. رنگ سیاه در زمان دولت عباسیان، رنگ سبز در زمان دولت خلافت اموی در اندلس و رنگ سفید نیز در زمان خلافت اموی بود. مثلث قرمز نیز اشاره به انقلاب و آزادی داشت. ترکیب این رنگها نیز اشاره به سرزمین حجاز داشت که رسماً به عنوان یک انقلاب در شکل پرچم طراحی شده بود. این تصمیم در روزنامه قبله در مکه در تاریخ ۹ اوت ۱۳۳۵ که مصادف با اولین سالگرد انقلاب بود منتشر شد.
روزنامه قبله یک بیانیه رسمی برای استفاده از پرچم چهار رنگ عربی در تاریخ ۹ شعبان ۱۳۳۵/۱۰ ژوئن ۱۹۱۷ که اولین سالگرد انقلاب بود را منتشر کرد. در این بیانیه آمده بود که پرچم جدید شامل یک مثلث قرمز با سه رنگ افقی موازی است که به آن متصل شده‌است، که رنگ سیاه بالا و سپس رنگ سبز در وسط و سفید در زیر قرار داشت و در همان روز آن را برای پرچم پادشاهی هاشمی حجاز نیز برگزیدند.

## دولت‌های عربی
بعد از ایجاد کشورهای مختلف عربی در منطقه، هرکدام از این کشورها رنگ پرچمهای کشورهای خودشان را مشتقی از این پرچم در نظر گرفتند ولی اصل آن پرچم کماکان به‌عنوان نشانه‌ای از وحدت عربی شناخته می‌شود.